# 西蒙·马库斯
西蒙·马库斯（Simon Marcus，1986年11月5日—），也被称为西蒙·索尔·苏茶特（Simon Sor Suchart），是一位加拿大籍重量级与轻重量级泰拳格斗家，身兼WPMF 175磅世界泰拳冠军和LionFight轻重量级冠军。马库斯生于多伦多，拥有牙买加血统，他16岁时开始学习泰拳，2006年起开始参加业余泰拳联赛，在2007年IFMA世界锦标赛的81公斤/178磅屈居亚军；在2009年，他成功拿到了WKA业余北美重量级（-86公斤/ 189磅）冠军，并在2010年击败阿尔乔姆问鼎世界武搏运动会2010-81公斤/178磅泰拳组金牌。2014年在Glory八人淘汰赛中被乔.希林抓爆冷KO。